# Lot 11 and Area
Lot 11 and Area est une municipalité rurale dans le comté de Prince sur l'Île-du-Prince-Édouard, Canada. 